# Jednostka podstawowa układu SI
| Symbol | Nazwa    | Określenie                    |
| ------ | -------- | ----------------------------- |
| A      | amper    | natężenie prądu elektrycznego |
| K      | kelwin   | temperatura                   |
| s      | sekunda  | czas                          |
| m      | metr     | długość                       |
| kg     | kilogram | masa                          |
| cd     | kandela  | światłość źródła światła      |
| mol    | mol      | liczność materii              |

Jednostki układu SI

Układ SI definiuje siedem jednostek miary jako podstawowy zbiór z których tworzone są jednostki pochodne. Te podstawowe jednostki i ich fizyczna wielkość to:
- metr – długość
- kilogram – masa (uwaga: nie gram)
- sekunda – czas
- amper – prąd elektryczny
- kelwin – temperatura
- kandela – światłość
- mol – liczność materii.

Wielkości wyrażane w jednostkach podstawowych układu SI tworzą zbiór wzajemnie niezależnych wymiarów wymaganych w analizie wymiarowej stosowanej powszechnie w nauce i technice. Jednakże do zdefiniowania niektórych jednostek trzeba użyć innych jednostek.

## Definicje
| Nazwa    | Symbol | Mierzona wielkość | Obecna definicja | Historyczne pochodzenie / uzasadnienie |
| -------- | ------ | ----------------- | --- | --- |
| metr     | m      | długość           | „metr, oznaczenie m, jest to jednostka SI długości. Jest ona zdefiniowana poprzez przyjęcie ustalonej wartości liczbowej prędkości światła w próżni c, wynoszącej 299 792 458, wyrażonej w jednostce m s-1, przy czym sekunda zdefiniowana jest za pomocą częstotliwości cezowej ∆νCs;” XXVI CGPM (2018) | {\displaystyle {\tfrac {1}{10\ 000\ 000}}} długości mierzonej wzdłuż południka paryskiego od równika do bieguna. |
| kilogram | kg     | masa              | „kilogram, oznaczenie kg, jest to jednostka SI masy. Jest ona zdefiniowana poprzez przyjęcie ustalonej wartości liczbowej stałej Plancka h, wynoszącej 6,626 070 15x10-34, wyrażonej w jednostce J s, która jest równa kg m2 s-1, przy czym metr i sekunda zdefiniowane są za pomocą c i ∆νCs.” XXVI CGPM (2018) | Masa jednego litra wody. Litr to {\displaystyle {\tfrac {1}{1000}}} metra sześciennego. |
| sekunda  | s      | czas              | „sekunda, oznaczenie s, jest to jednostka SI czasu. Jest ona zdefiniowana poprzez przyjęcie ustalonej wartości liczbowej częstotliwości cezowej ∆νCs, to jest częstotliwości nadsubtelnego przejścia w atomach cezu 133 w niezaburzonym stanie podstawowym, wynoszącej 9192631770, wyrażonej w jednostce Hz, która jest równa s-1 ” XXVI CGPM (2018) | Doba dzieli się na 24 godziny, każda godzina na 60 minut, a każda minuta na 60 sekund. Sekunda to {\displaystyle {\tfrac {1}{24\times 60\times 60}}} doby                                                                     |
| amper    | A      | prąd elektryczny  | „amper, oznaczenie A, jest to jednostka SI prądu elektrycznego. Jest ona zdefiniowana poprzez przyjęcie ustalonej wartości liczbowej ładunku elementarnego e, wynoszącej 1,602176634×10-19, wyrażonej w jednostce C, która jest równa A s, gdzie sekunda zdefiniowana jest za pomocą ∆νCs ” XXVI CGPM (2018) | Oryginalny „Międzynarodowy Amper” był zdefiniowany elektrochemicznie jako prąd potrzebny do wytrącenia 1.118 miligrama srebra na sekundę z roztworu azotanu srebra. W porównaniu do obecnej definicji, różnica wynosi 0,015%. |
| kelwin   | K      | temperatura       | „kelwin, oznaczenie K, jest to jednostka SI temperatury termodynamicznej. Jest ona zdefiniowana poprzez przyjęcie ustalonej wartości liczbowej stałej Boltzmanna k, wynoszącej 1,380 649×10-23, wyrażonej w jednostce J K-1, która jest równa kg m2s-2K-1, gdzie kilogram, metr i sekunda zdefiniowane są za pomocą h, ci ∆νCs XXVI CGPM (2018) | Skala Celsjusza: skala Kelvina opiera się na skali Celsjusza, lecz jest skalą termodynamiczną (0 K to zero bezwzględne). |
| mol      | mol    | liczność materii  | „mol, oznaczenie mol, jest to jednostka SI ilości substancji. Jeden mol zawiera dokładnie 6,022 140 76×1023 obiektów elementarnych. Liczba ta odpowiada ustalonej wartości liczbowej – liczbie Avogadra. Gdy wyrażona jest w jednostce mol-1 jest nazywana stałą Avogadra, NA. Mol, symbol n, jest miarą ilości substancji czyli jest miarą liczby obiektów elementarnych danego rodzaju. Obiektem elementarnym może być atom, cząsteczka, jon, elektron, każda inna cząstka lub określona grupa cząstek.” XXVI CGPM (2018) | |
| kandela  | cd     | światłość         | „kandela, oznaczenie cd, jest to jednostka SI światłości w określonym kierunku. Jest ona zdefiniowana poprzez przyjęcie ustalonej wartości liczbowej skuteczności świetlnej monochromatycznego promieniowania o częstotliwości 540×1012 Hz, Kcd, wynoszącej 683, wyrażonej w jednostce lmW-1, która jest równa cd sr W-1lub cd sr kg-1m-2s3, gdzie kilogram, metr i sekunda są zdefiniowane za pomocą h, c i ∆νCs XXVI CGPM (2018)                                                                                          | Wcześniejszą jednostką światłości była świeca. |

## Zmiany definicji
Definicje podstawowych jednostek układu SI były kilkakrotnie zmieniane i uzupełniane od czasu podpisania Konwencji Metrycznej w 1875. Po zmianie definicji metra w 1960, kilogram w dalszym ciągu był jedyną jednostką, która była zdefiniowana przez określony przedmiot, a nie przez stałą fizyczną. Jednakże mol, amper oraz kandela, przez sposób w jaki je zdefiniowano, również odwoływały się do wzorca masy, którym był walec wykonany ze stopu platyny z irydem, przechowywany w sejfie niedaleko Paryża. Jednym z celów metrologii było znalezienie takiego sposobu zdefiniowania kilograma, aby opisać go przy pomocy stałej fundamentalnej na wzór definicji metra, która korzysta z prędkości światła.
XXI Generalna Konferencja Miar (CGPM, 1999) zajęła w tym celu oficjalne stanowisko i zaleca „aby krajowe laboratoria kontynuowały wysiłki udoskonalając doświadczenia łączące jednostkę masy ze stałymi podstawowymi lub atomowymi w celu zmiany definicji kilograma w przyszłości”. Uwagę przyciągnęły dwie główne możliwości stała Plancka i stała Avogadra.
W 2005 roku Międzynarodowy Komitet Miar i Wag (CIPM) zatwierdził przygotowanie nowych definicji kilograma, ampera i kelwina oraz zauważył możliwość nowej definicji mola odwołującej się do stałej Avogadra
XXIII CGPM (2007) ustaliła, aby odłożyć wszelkie formalne zmiany do następnej Generalnej Konferencji w 2011.
W notatce do CIPM w październiku 2009 Ian Mills, prezes CIPM Consultative Committee – Units (CCU), skatalogował niepewności podstawowych stałych fizycznych zgodnie z obowiązującymi definicjami a ich wartościami na podstawie nowych definicji. Przekonuje w niej CIPM aby zaakceptować proponowane zmiany definicji kilograma, ampera, kelwina i mola, tak aby odwoływały się do wartości stałych podstawowych, tj. stałej Plancka (h), elementarnego ładunku elektrycznego (e), stałej Boltzmanna (k) i stałej Avogadra (NA)
W dniach 13-16 listopada 2018 podczas 26. Generalnej Konferencji Miar przyjęte zostały nowe definicje podstawowych jednostek miar, które weszły w życie 20 maja 2019 roku.